# Національна й університетська бібліотека Святого Климента Охридського
Національна й університетська бібліотека Святого Климента Охридського (мак. Национална и универзитетска библиотека „Св. Климент Охридски“) — національна бібліотека Північної Македонії, розташована в столиці країни Скоп'є.

## Історія
Бібліотека стала однією з перших офіційних установ, заснованих за рішенням Антифашистських зборів з народного звільнення Македонії, скликаних 2 серпня 1944 року. Сама бібліотека була заснована 23 листопада того ж року.
Бібліотеку було названо на честь святого Климента Охридського, який 866 року створив Охридську книжну школу і вважається засновником бібліотечної справи в Македонії.
Початковий фонд бібліотеки становив близько 150 000 одиниць зберігання, переважно, університетські підручники та наукові видання в галузі гуманітарних та соціальних наук: літератури, етнології, географії, історії та ін., окрім того до зібрання бібліотеки входила значна частина довідкової літератури (енциклопедії, словники, бібліографії) та близько 300 найменувань періодичних видань. 1945 року за рішенням НД Антифашистських зборів, бібліотека починає отримувати по одному примірнику всіх матеріалів, опублікованих у Македонії, а також і в усій тодішній Югославії. Таким чином, бібліотека стала національною бібліотекою колишньої Народної Республіки Македонії та однією з восьми національних бібліотек Югославії. Починаючи з 1991 року, після проголошення незалежності Республіки Македонії, бібліотека отримала статус національної.

## Фонди
У фондах бібліотеки зберігається більше 3 млн документів, з яких більше 720 000 книжок та 1 320 000 одиниць періодичних видань. У спеціальних фондах зберігаються давні слов'янські рукописи, стародруки, східні рукописи й книги (арабські, перські, турецькі), гравюри, малюнки, мапи, мікрофільми та докторські й магістерські дисертації.